# 오토모 요시히데

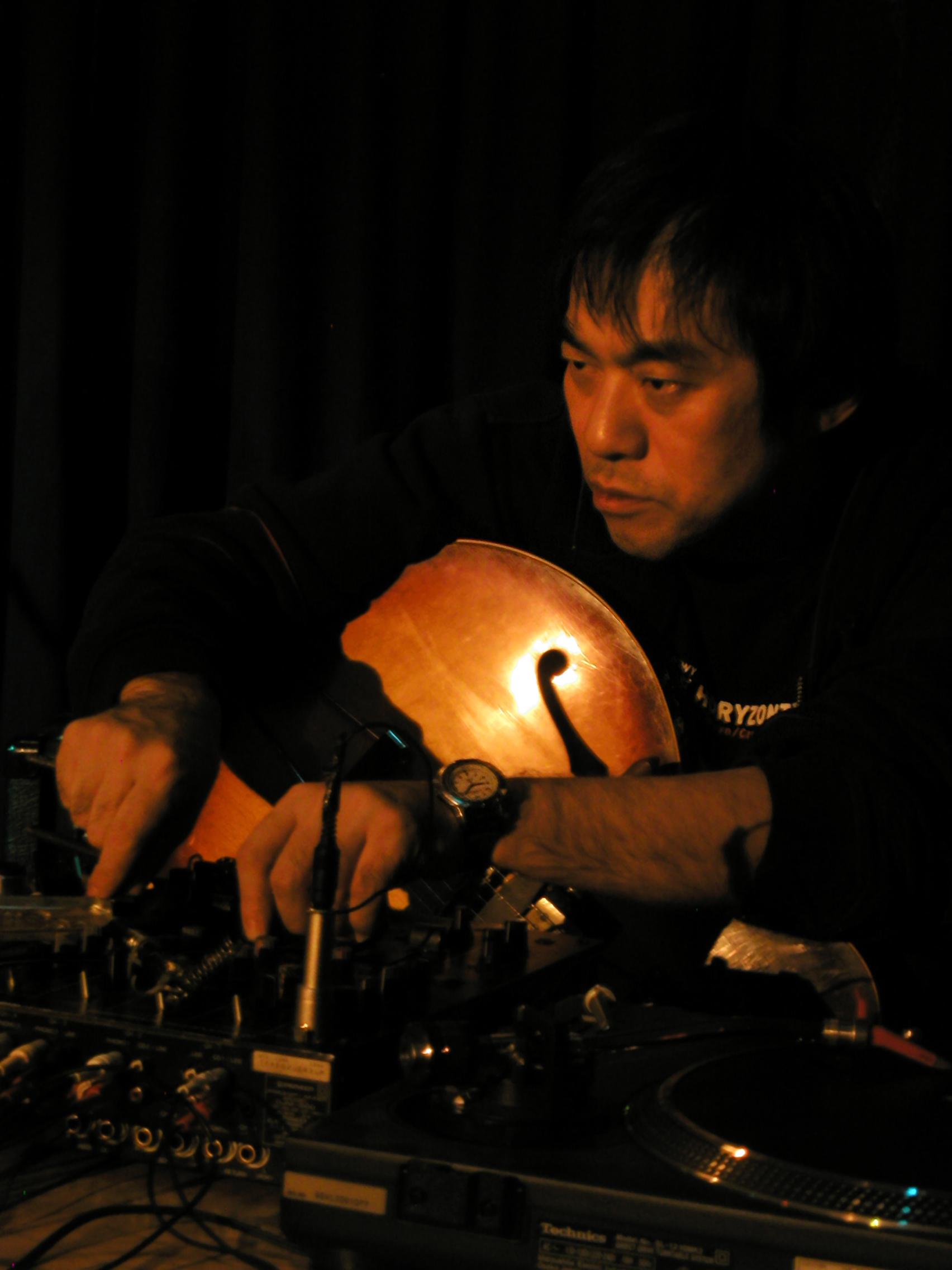

오토모 요시히데(일본어: 大友 良英, 1959년 8월 1일~)는 일본의 기타 연주자로, 노이즈 뮤직, 프리 재즈, 전위 예술, 펑크 음악가이며 작곡, 프로듀서를 병행한다. 가나가와현 요코하마시 출생.

## 개요
청소년기를 후쿠시마시에서 보냈다. 젊어서부터 재즈카페에 빠져들어서 아베 카오루나 高柳昌行같은 프리 재즈를 들으며 충격을 받았다.
고교 졸업후 상경해 메이지 대학 문학부에 입학해 에바토 아키라의 컨템포러리 포크 음악 세미나에 드나드는 등 음악을 시작했다. 학교를 마치지 못하고 결국 중퇴했다. 본인도 고등학교 대학교때 수업을 거의 들어가지 않았다고 회상했다. 高柳昌行 문하에서 배우기도 했지만 이후 관계가 꼬여서 오래 있지 못했다 오토모는 기타가 좀처럼 늘지않아서 젊은 혈기에 스승에게 덤볐다고 하며 이후 그의 문하에서 배웠다는 것을 굳이 밝히지 않았다.
80년대 후반부터 신주쿠의 공연장 피트인 등을 비롯해 여러 곳에서 즉흥연주를 시작한다.
90년대 들어 본인의 리더작을 홍콩의 레이블을 통해 내었다. 자신의 밴드 그라운드 제로를 결성해 영미권과 일본에서 동시에 발매하였다. 어디에도 소속되지 않고 장르와 국경을 넘는 행보는 이때부터 이미 시작되었다. 그라운드 제로는 98년 해산한다.
이후 노이즈 뮤직과 프리 재즈 및 영화 음악, 텔레비전 드라마 음악 등 다작을 시작해 그의 작품은 300매를 넘는 것으로 알려져있다.
카히미 카리이 하마다 마리코 등 팝 가수들의 작품 프로듀싱도 병행하고 있다.
2005년엔 지적장애인들과 함께한 '음악으로 노는 모임'을 지원하여 주목받기도 했다. 2009년엔 오토모를 다룬 다큐멘터리 『KIKOE』(監督：岩井主悦)가 공개되었다.
최근에는 센다이 미디어테크와의 작업이나 야마구치 정보예술센터와의 작업을 통해 음악과 미술의 경계에 선 작업을 하고있다. 2009년에는 ENSEMBLES'09 퍼포먼스를 여러 미술관에서 수행했다.
2011년 동일본 대지진 이후 엔도 미치로, 와고 료이치 등과 함께 프로젝트 후쿠시마를 만들어 지속적인 활동을 하고있다. 프로젝트 후쿠시마는 2012년 문부대신상 예술진흥부문을 수상하기도 했다.
2013년 NHK 연속 TV 소설 "아마짱"의 음악을 담당했고 드라마의 히트로 오토모 역시 일반인에게까지 지명도가 높아졌다. 이 작업으로 일본 레코드 대상 등 여러 상을 수상했다. 그는 山下毅雄, 中村八大, 크레이지 캐츠 등 쇼와시대 음악을 좋아한다고 밝힌 바 있듯 영화음악에도 그련 면모가 반영되고 있다.

## 주요 활동
GROUND ZERO
우치하시 카즈히사 나스노 미츠루등과 활동.
Peril
Jon Rose Shopping Project
DJ CARHOUSE & MC HELLSHIT
Optical*8
홋피 카미야마 미나토 마사시(데드 엔드) 등과 활동
P53
크리스 커틀러 등과 활동
House of Discipline
마이크 패튼 등과 활동
NOVO TONO
야마모토 세이이치(보어덤스）등과 활동
I.S.O.
DATE COURSE PENTAGON ROYAL GARDEN
Filament
Emergency!
大友良英ニュー・ジャズ・クインテット
音遊びの会
JOY HEIGHTS
Otomo Yoshihide Invisible Songs
FEN (Far East Network)
大友良英あまちゃんスペシャル・ビッグバンド→大友良英スペシャル・ビッグバンド

## 같이 보기
- 존 존
- 하이노 케이지
- 짐 오루크